# Balakryszna

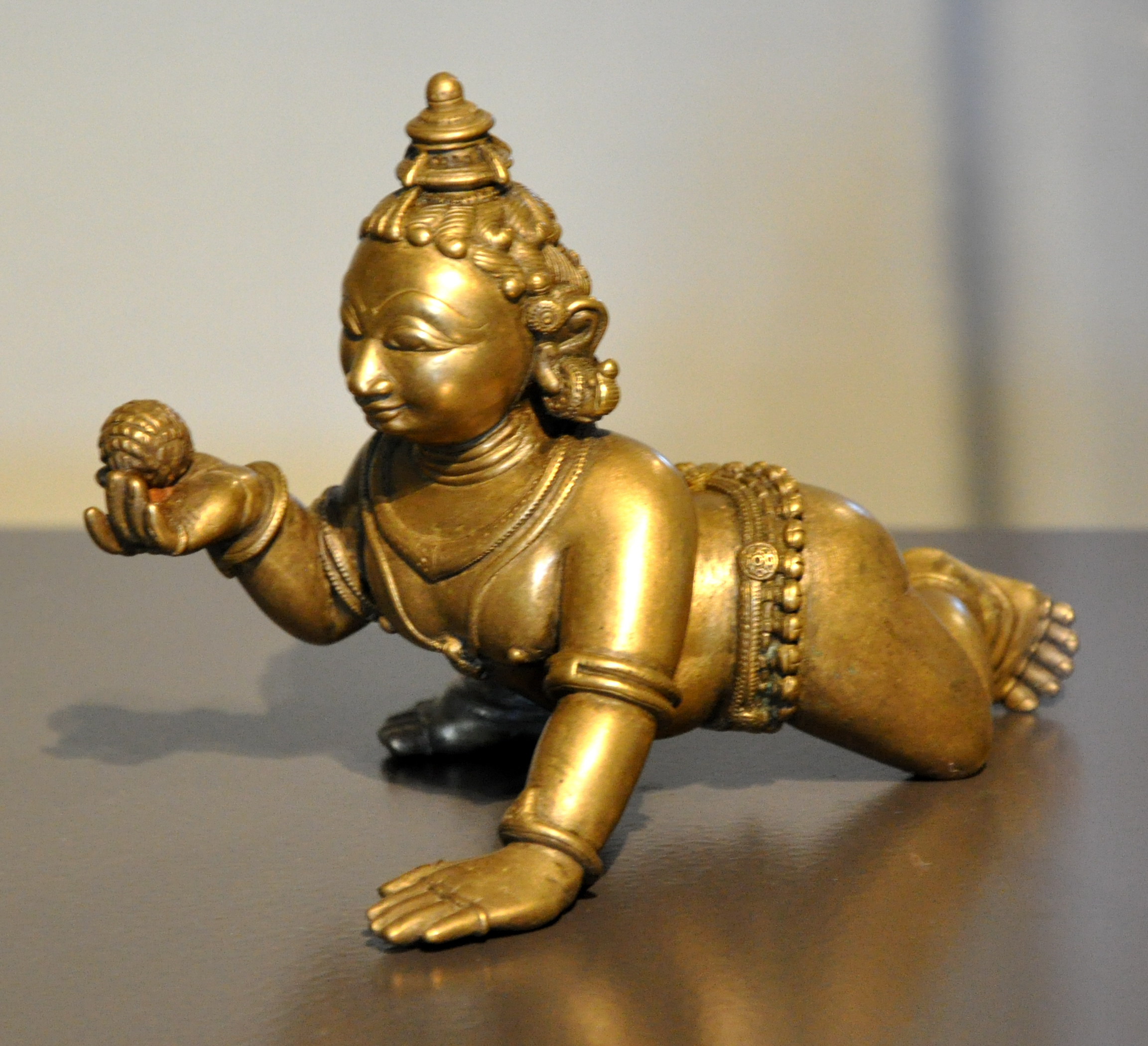
Figurka Balakryszny (Museum Rietberg, Zurich; Inv. No. RVI 531)

Balakryszna (sanskr. बालकृष्ण, trl. bālakṛṣṇa, en Balakrishna) – hinduistyczny bóg Kryszna pod postacią dziecka (bala). Balakryszna jest formą czczoną w niektórych odłamach wisznuizmu. Jednym ze sławnych propagatorów jego kultu był wedantysta, indyjski filozof (twórca  śuddhadwajty - czystego monizmu) Wallabha.